# 欧文主义

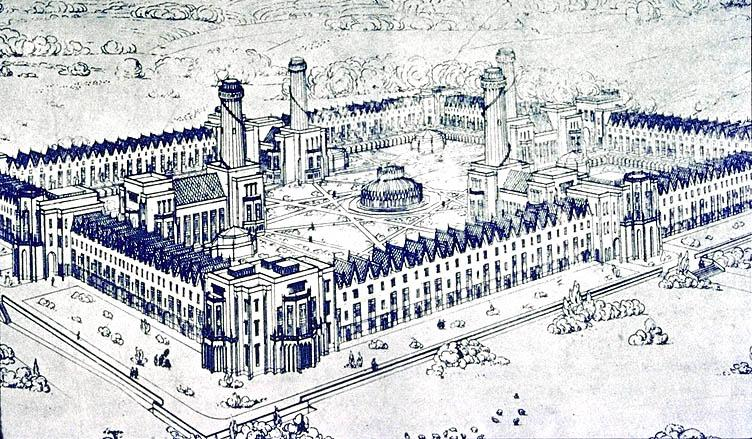
罗伯特·欧文创办的报纸《新道德世界》刊登的“新和谐”社区想象图

欧文主义（英語：Owenism）是指19世纪的英国社会改革家罗伯特·欧文及其追随者和继承者奉行的空想社会主义哲学。欧文主义旨在对社会进行彻底改革，被认为是合作社运动的先驱。欧文主义运动进行了一系列实验，尝试建立根据社群主义和合作原则组织的乌托邦社区。其中最为人知的一项尝试是1825年—1827年在美国印第安纳州建立“新和谐”社区。欧文主义还与英国工会运动的发展密切相关，并促进了技工研究所运动的传播。